# Bihari Imre (újságíró)
Bihari Imre, 1887-ig Löwi lzsák (Nagyvárad, 1866. július 5. – Budapest, Terézváros, 1939. február 4.) újságíró.

## Élete
Löwi Ármin és Stein Berta gyermekeként született. Középiskolai tanulmányait Budapesten és Debrecenben végezte, ahol mint magántanuló tett érettségi vizsgát. Már középiskolásként a Nagyvárad című lapnak írt, majd a Szabadság című lap munkatársa lett. Később a Békésmegyei Közlöny, azután a temesvári Délmagyarországi Közlöny segédszerkesztőjeként dolgozott. Temesvárról Budapestre került és 1893-tól az Egyetértés belpolitikai rovatvezetőjeként és országgyűlési tudósítójaként működött. 1894-ben a Magyarország című függetlenségi napilap munkatársa lett. 1903-tól a Budapesti Hírlap kötelekébe lépett, ahol több évtizedig szerkesztette a belpolitikai rovatot. 1904-től a Neue Freie Presse belső munkatársa, s utóbb a Külügyi Szemle egyik szerkesztője is volt. Tárcái és cikkei megjelentek a Magyar Nemzet, a Vasárnapi Újság és a Budapesti Napló hasábjain.
A Farkasréti temetőben helyezték örök nyugalomra. A gyászszertartást Varsányi Mátyás budavári evangélikus lelkész végezte. A Magyar Újságírók Egyesülete és az újságíró-intézmények nevében Benda Jenő mondott búcsúztatót az. A temetésen megjelent Tóth László elnök vezetésével a Magyar Újságírók Egyesületének küldöttsége is.

## Művei
- Való és ábránd (elbeszélés)

## Családja
Felesége Weisz Matild (Melitta) volt, akit 1897. június 20-án a szabadkai zsinagógában vett nőül.
Gyermekei:
- Bihari László (1898–1949)[7] belgyógyász, főorvos. Első felesége Kádár Klára (1902–1981) hegedűművész, második Miklós Ágnes.
- Bihari Anna (1899–?). Férje Naschitz Frigyes Róbert (1892–?)